# Friedrich Gogarten
Friedrich Gogarten, född 13 januari 1887 i Dortmund, död 16 oktober 1967 i Göttingen, var en tysk teolog.
Gogarten blev 1925 präst i Dorndorf och privatdocent i systematisk teologi vid universitetet i Jena. 1931 blev han professor i Breslau. Gogarten var en av den dialektiska teologins mest stridbara män. Bland hans uppmärksammade och omdiskuterade skrifter märks Die religiöse Entscheidung (1921), Von Glauben und Offenbarung (1923), Illusionen (1926) samt Theologische Tradition und theologische Arbeit (1927). Ett av hans viktigaste arbeten var Politische Ethik (1932), där han utvecklar en "ordningsteologi" som kom att få stor betydelse inom senare luthersk teologi. Den främsta skapelseordningen är enligt Gogarten staten, vars uppgift är att stå emot de värsta konsekvenserna av människans synd. Gogarten gör en skarp skillnad mellan lag och evangelium, vilket innebär att det enligt honom inte finns någon specifikt kristen socialetik.